# Asociación de Muchachas Guías de El Salvador
L'Asociación de Muchachas Guías de El Salvador è l'associazione del guidismo in El Salvador. Il guidismo in El Salvador fu fondato nel 1945 e l'organizzazione divenne un membro del WAGGGS nel 1960.

## Programma
L'associazione è divisa in quattro branche in rapporto all'età:
- Abejita (4 - 6 anni)
- Alitas (6 - 11 anni)
- Intermedias (11 - 15 anni)
- Guyas Mayor(15 - 18 anni)

Il loro motto è Siempre Listas

## Promessa della guida
Yo prometo por mi honor hacer cuanto de mí dependa para:
- cumplir con mi deber hacia Dios y mi patria:
- ser útil al prójimo en toda circunstancia;
- obedecer la Ley Guía.